# 圣特尔莫宫

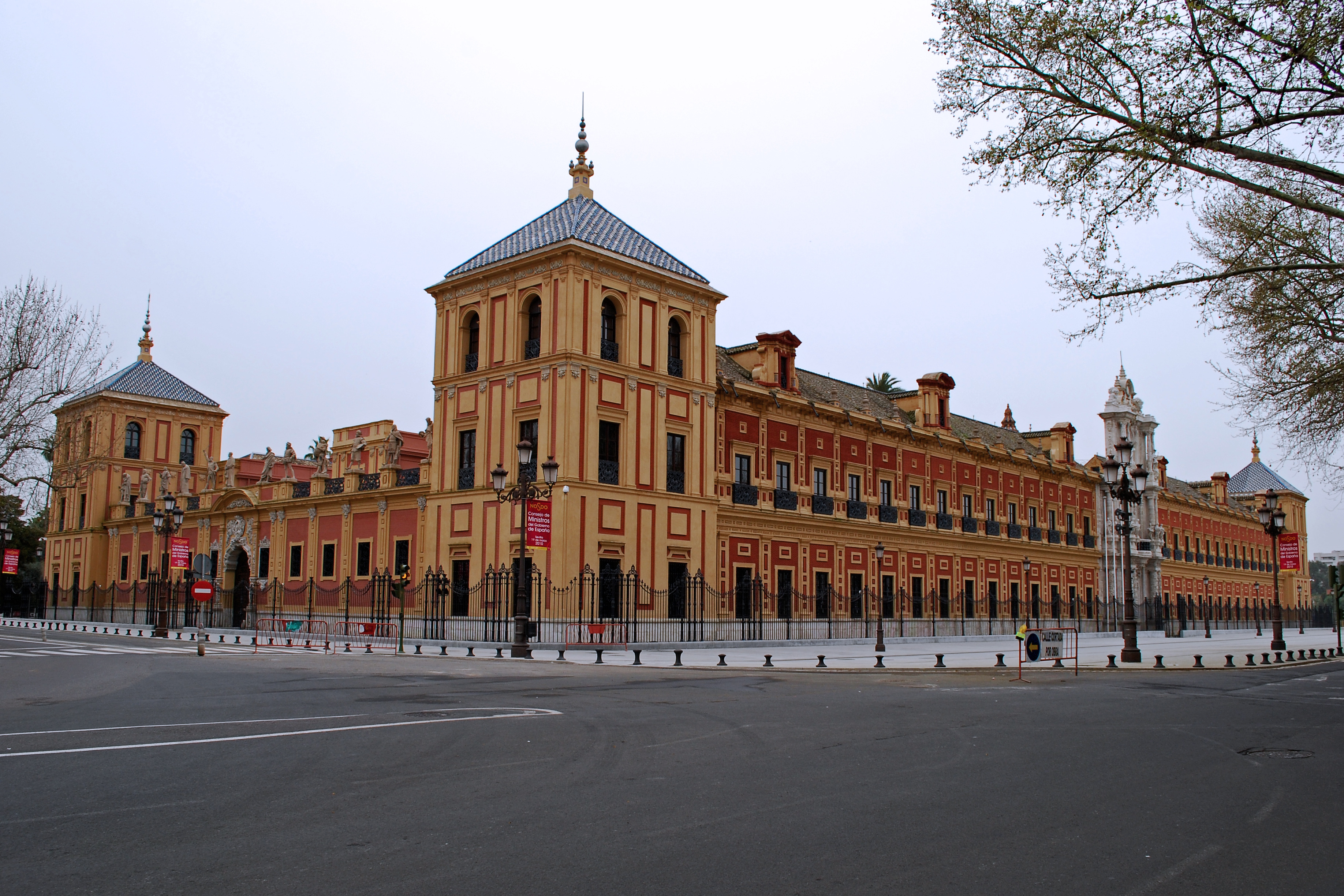
圣特尔莫宫

圣特尔莫宫（西班牙語：Palacio de San Telmo）是西班牙南部城市塞维利亚的一座历史建筑，现在是 安达卢西亚自治区政府所在地。
1682年，这座建筑在城墙外属于罗马教廷法院办公室（该机构负责西班牙宗教裁判所）的土地上兴建，最初作为航海家大学的神学院（Colegio Seminario de la Universidad de Mareantes），以及海员遗孤的学校。